# Диди-Памаджи
Диди-Памаджи (груз. დიდი პამაჯი) — село в Грузии, на территории Ахалцихского муниципалитета края (мхаре) Самцхе-Джавахети.

## География
Село находится в южной части Грузии, к югу от реки Кваблиани, на расстоянии приблизительно 6 километров (по прямой) к юго-западу от города Ахалцихе, административного центра муниципалитета. Абсолютная высота — 1191 метр над уровнем моря.

## Население
По результатам официальной переписи населения 2014 года, в Диди-Памаджи проживало 405 человек (183 мужчины и 222 женщины). В национальной структуре населения армяне составляли 97,3 %, грузины — 1,5 %, русские — 1,2 %.
| Год  | Население, человек |
| ---- | ------------------ |
| 2002 | 591                |
| 2014 | ↘ 405              |